# Euproctus
|  | No s'ha de confondre amb Euproctis. |

Euproctus és un gènere d'amfibis urodels de la família Salamandridae. El tritó pirinenc (Calotriton asper) (syn= Euproctus asper) fei part abans d'aquest gènere.

## Taxonomia
El gènere Euproctus inclou dues espècies:
- Tritó de Còrsega (Euproctus montanus)
- Tritó de Sardenya (Euproctus platycephalus)